# Комплекс виробництва добрив у Мелеузі
Комплекс виробництва добрив у Мелеузі – підприємство хімічної промисловості, що діє у Башкортостані. Станом на початок 2020-х років належить АТ «Мелеузовські мінеральні добрива».
У 1975 році на майданчику заводу ввели в дію виробництво термічної фосфорної кислоти, яку отримували переробкою жовтого фосфору. Останній могли постачати з інших заводів СРСР, що працювали на казахській сировині – Тольяттінського, Джамбульського, Шимкентського (невдовзі в Казахстані також став до ладу Новоджамбульський завод, що, втім, отримав власне виробництво термічної кислоти). В подальшому на основі фосфорної кислоти виробляли кормовий преципітат.
В 1976-му запустили виробництво сульфатної кислоти, яку отримували шляхом обпалу піритного концентрату, отриманого від Учалінської збагачувальної фабрики.
В 1982-му почався запуск другої черги, що включала виробництво екстракційної фосфорної кислоти потужністю 300 тисяч тон на рік. В цьому випадку продукт випускали шляхом розкладення хібінських апатитів сульфатною кислотою. В цей же період стало до ладу виробництво комплексного азотно-фосфорно-калійного добрива – нітроамофоски, яку отримували шляхом взаємодії фосфорної кислоти з аміаком із наступним додаванням сильвінітового концентрату.
Також створили напрямок азотних добрив, для чого використовували п’ять установок азотної кислоти загальною річною потужністю 600 тисяч тон (дві стали до ладу в 1982 та три в 1985 роках) та установку аміачної селітри потужністю 450 тисяч тон (введена в 1985-му).
Сировиною для азотної кислоти виступав аміак, після чого реакцією цієї кислоти з все тим же аміаком отримували аміачну селітру. Як наслідок, наступним кроком розвитку мелеузівського комплексу мало стати виробництво аміаку. В 1988-му почали завозити необхідне для цього основне технологічне обладнання, тоді як додатковий ресурс сировини – природного газу, вже подав на південь Башкирії новий газопровід Поляна – Канчурінське. Втім, через протести з екологічним підгрунтям завершити будівництво цеху аміаку так і не вдалось.
В 1998-му почали випуск нового виду фосфорного добрива діамонійфосфату (так само продукт реакції фосфорної кислоти та аміаку). Втім, напрямок виробництва фосфорних добрив знаходився у кризі та в підсумку зупинився. Відомо, що в 2008-му цех сульфатної кислоти вже становив з себе руїни.